# Skřipov
Skřipov (en allemand : Skrezipp) est une commune du district d'Opava, dans la région de Moravie-Silésie, en Tchéquie. Sa population s'élevait à 1 027 habitants en 2021.

## Géographie
Skřipov se trouve à 7 km au sud-sud-est de Hradec nad Moravicí, à 14 km au sud d'Opava, à 26 km à l'ouest d'Ostrava et à 251 km à l’est-sud-est de Prague.
La commune est limitée par Hradec nad Moravicí et Hlubočec au nord, par Bílovec et Slatina à l'est, par Bílovec et Fulnek au sud et par Březová à l'ouest.

## Histoire
La première mention écrite de la localité date de 1288.

## Administration
La commune se compose de deux quartiers :
- Skřipov
- Hrabství

## Transports
Par la route, Skřipov se trouve à 13 km d'Opava, à 37 km d'Ostrava et à 338 km de Prague.